# 亞謝尼夫
49°57′40″N 25°2′53″E / 49.96111°N 25.04806°E
亞謝尼夫（烏克蘭語：Ясенів），是烏克蘭西部的村莊，隸屬利維夫州的佐洛奇夫區。該村始建於1466年，面積2.15平方公里，人口1,200，人口密度每平方公里570.9人。